# 董泰
董泰（1681年—？），字阶平，棟佳氏，满洲镶黄旗人。康熙壬午举人，癸未联捷进士。
翰林院散馆除名。乾隆元年（1736年），以善国书特授编修。

## 家庭及关联
- 妻马佳氏、富察氏、鈕祜祿氏；
- 子翰圖；
- 孙来誉；
- 曾孙德興，嘉庆丁丑进士，刑部尚书，谥文恭。